# ピチニスコ
ピチニスコ（伊: Picinisco）は、イタリア共和国ラツィオ州フロジノーネ県にある、人口約1,100人の基礎自治体（コムーネ）。

## 地理

### 位置・広がり

#### 隣接コムーネ
隣接するコムーネは以下の通り。括弧内のAQはラクイラ県（アブルッツォ州）、ISはイゼルニア県（モリーゼ州）所属を示す。
- アルフェデーナ (AQ)
- アティーナ
- バッレーア (AQ)
- ガッリナーロ
- ピッツォーネ (IS)
- サン・ビアージョ・サラチニスコ
- サンテリーア・フィウメラーピド
- セッテフラーティ
- ヴィッラ・ラティーナ

### 気候分類・地震分類
ピチニスコにおけるイタリアの気候分類 (it) および度日は、zona E, 2407 GGである。
また、イタリアの地震リスク階級 (it) では、zona 1 (sismicità alta) に分類される。

## 行政

### 山岳部共同体
広域行政組織である山岳部共同体「ヴァッレ・ディ・コミーノ山岳部共同体」 (it:Comunità montana Valle di Comino) （事務所所在地: アティーナ）を構成するコムーネの一つである。

### 分離集落
ピチニスコには、以下の分離集落（フラツィオーネ）がある。
- San Pietro, Serre, Colle Posta, Immoglie, Colleruta, Campo trivolte, Casale, Casalucra, Ciacca, Chiuselle, Collepanico, Remune, Borgo Castellone, Fontitune, Antica, Liscia, Rocca degli Alberi, San Gennaro, San Giuseppe, Valle Porcina